# Federació Espanyola de Basquetbol
La Federació Espanyola de Bàsquet (FEB) és l'organisme que gestiona el bàsquet a Espanya. Va ser fundada el 31 de juliol de 1923 a Barcelona i el seu primer president va ser en Fidel Bricall.
El bàsquet a l'estat espanyol s'organitza de manera similar a la majoria dels països d'Europa i la majoria dels membres de la FIBA. Hi ha una lliga de clubs professionals gestionada per l'ACB com a primera categoria i la resta de divisions o escalafons són organitzats per la FEB, que engloba totes les competicions de bàsquet d'Espanya (Primera FEB, Segona FEB i Tercera FEB), a més de les categories de formació de jugadors joves, juntament amb les federacions territorials. En l'àmbit internacional, la FEB és l'entitat esportiva que ostenta la representació d'Espanya en les activitats i competicions basquetbolístiques oficials de caràcter internacional celebrades dins i fora del territori espanyol. És competència de la FEB l'elecció dels jugadors que han d'integrar les seleccions estatals de bàsquet en categoria absoluta i categories inferiors.